# Air Austral
Air Austral — французская авиакомпания со штаб-квартирой в городе Сен-Дени (Реюньон), осуществляющая регулярные пассажирские перевозки из Реюньона во Францию, Южную Африку, Австралию, Новую Каледонию и страны, расположенные на побережье Индийского океана. Базовым аэропортом авиакомпании и её главным транзитным (хабом) является аэропорт имени Ролана Гарроса в Сен-Дени. В 2012 году в компании работало 900 человек.
Air Austral является полноправным членом Международной ассоциации воздушного транспорта.

## История

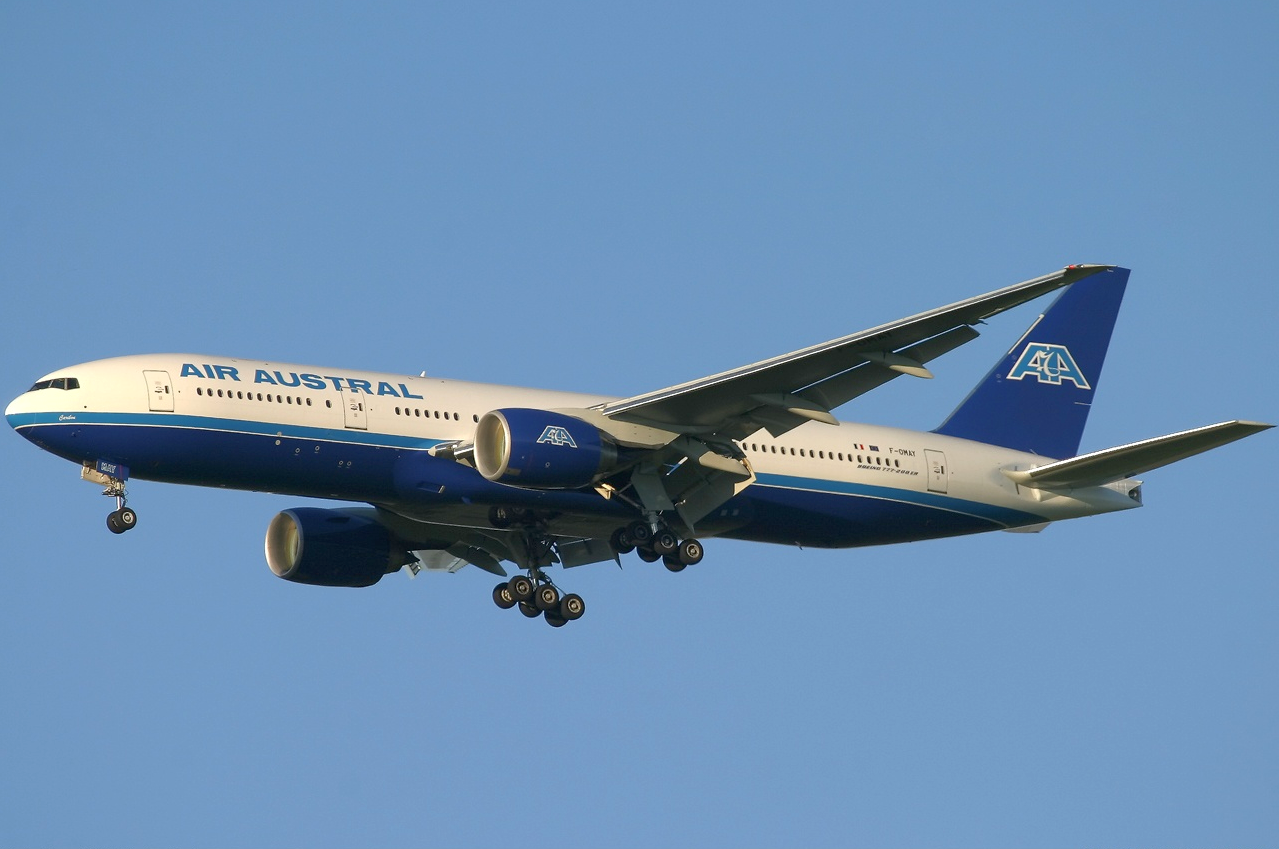
Boeing 777-200ER авиакомпании Air Austral в прежней ливрее. Парижский аэропорт имени Шарля де Голля, 2005 год

Réunion Air Services (RAS) была основана в декабре 1974 года бизнесменом Жераром Этьевом, став первой коммерческой авиакомпанией, базирующейся в Реюньоне. В августе 1977 года RAS открыла первый региональный маршрут между Сен-Мари и Майоттой на 32-местном турбовинтовом самолёте Hawker Siddeley HS 748. В декабре 1986 года авиакомпания сменила официальное название на Air Réunion.
В октябре 1990 года Air Réunion была приобретена компанией Sematra, 46 % собственности которой находилось во владении местного самоуправления, остальные 54 % принадлежали частным бизнесменам и банкам. Месяцем позже авиакомпания очередной раз сменила официальное название на действующее в настоящее время Air Austral. Ещё через два месяца авиаперевозчик получил свой первый Boeing 737-500. Следующий самолёт того же типа был введён в эксплуатацию в 1994 году, а через три года компания приобрела Boeing 737-300QC, который возможно было использовать как в пассажирском, так и в грузовом вариантах.
В 2000 году Air Austral приняла турбовинтовой ближнемагистральный самолёт ATR 72-500. К этому времени авиакомпания осуществляла регулярные перевозки между реюньонскими аэропортами в Сен-Мари, Сен-Пьере и Майоттом, Йоханнесбургом, Коморскими Островами, Маврикием, Сейшельскими Островами и четырьмя аэропортами городов Мадагаскара — Антананариву, Туамасина, Нуси-Бе и Махадзанга). В 2003 году Air Austral открыла свой первый дальнемагистральный маршрут между Реюньоном и Парижем, рейсы по которому обслуживались двумя самолётами Boeing 777-200ER, два году спустя компания получила третий лайнер того же типа. Ещё два дальних маршрута были представлены в 2005 году соединив Реюньон с Марселем и Лионом.
В 2007 году авиакомпания открыла дальнемагистральный рейс между Реюньоном и Тулузой с промежуточной посадкой в Марселе.
В 2008 году Air Austral ввела новую униформу для членов экипажей и сотрудников компании, которая была разработана фирмой Balenciaga. В том же году флот авиакомпании пополнился двумя турбовинтовыми самолётами ATR 72-500.
В апреле 2009 года Air Austral открыла дальнемагистральный рейс в Сидней и Новую Каледонию, предложив тем самым вариант перелёта между Парижем и Сиднеем со стыковкой в Реюньоне. В том же году компания ввела в эксплуатацию два авиалайнера Boeing 777-300ER и ноябре разместив заказ на два самолёта Airbus A380 с компоновкой только салонами экономического класса с 840 пассажирскими местами в каждом лайнере. Новые A380 должны были пополнить парк перевозчика в 2014 году и по планам руководства компании использоваться на маршруте Реюньон-Париж, однако 31 июля 2013 стало известно, что Air Austral отказалась от этой идеи.
В июне 2010 года руководство авиакомпании объявило о запуске с февраля следующего года регулярных маршрутов из Реюньона в Бордо и Нант.
Весной 2012 года Air Austral сообщила о закрытии регулярных перевозок по маршруту Реюньон-Сидней-Новая Каледония.
В апреле 2012 года Air Austral не смогла произвести платёж за заказанный самолёт Boeing 777-200LR, авиакомпания рассматривала варианты перепродажи данного лайнера другим перевозчикам. В итоге лайнеры ушли Orenair.
Вскоре была проведена реструктуризация компании, после которой уже в 2014 году Air Austral вновь начала приносить прибыль.
В конце января 2015, компания заказала два Boeing 787-8 Dreamliners, которые будут поставлены соответственно в мае и октябре 2016. Самолёты были рассчитаны на перевозку 242 пассажиров с двумя классами обслуживания.
Boeing 787 должен был базироваться в Бангкоке, главном центре Air Austral в Азии. Ожидался запуск нескольких еженедельных рейсов в Гуанчжоу, главное место назначения для китайской общины, живущей на Острове Реюньон.
Первый коммерческий рейс B787 Air Austral был намечен на 10 июня 2016.

## Маршрутная сеть
С 14 августа 2021 в течение пандемии COVID-19 регулярные перевозки были остановлены. В мае 2017 года маршрутная сеть авиакомпании охватывала следующие пункты назначения:
| Страна/ территория | Город        | Код IATA | Код ICAO | Аэропорт                                               | Примечания | Ссылки |
| ------------------ | ------------ | -------- | -------- | ------------------------------------------------------ | ---------- | ------ |
| Коморы             | Морони       | HAH      | FMCH     | международный аэропорт имени принца Саида Ибрагима     |            | [ 16 ] |
| Франция            | Марсель      | MRS      | LFML     | аэропорт Марсель Прованс (аэропорт)                    |            |        |
| Франция            | Париж        | CDG      | LFPG     | международный аэропорт Париж — Шарль-де-Голль          |            | [ 17 ] |
| Майотта            | Дзаудзи      | DZA      | FMCZ     | международный аэропорт Дзаудзи                         |            | [ 18 ] |
| Реюньон            | Сен-Дени     | RUN      | FMEE     | аэропорт Ролан-Гарос                                   | хаб        | [ 19 ] |
| Реюньон            | Сен-Пьер     | ZSE      | FMEP     | аэропорт Сен-Пьер                                      | хаб        |        |
| Индия              | Ченнаи       | MAA      | VOMM     | международный аэропорт Ченнаи                          |            | [ 20 ] |
| Мадагаскар         | Антананариву | TNR      | FMMI     | Международный аэропорт Ивату                           |            | [ 21 ] |
| Мадагаскар         | Таулантару   | FTU      | FMSD     | аэропорт Таулантару                                    |            |        |
| Мадагаскар         | Нуси-Бе      | NOS      | FMNN     | аэропорт Нуси-Бе                                       |            |        |
| Мадагаскар         | Туамасина    | TMM      | FMMT     | аэропорт Туамасина                                     |            |        |
| Мадагаскар         | Тулиара      | TLE      | FMST     | аэропорт Тулиара                                       |            |        |
| Маврикий           | Родригес     | RRG      | FIMR     | аэропорт имени сэра Гаэтана Дюваля                     |            |        |
| Маврикий           | Порт-Луи     | MRU      | FIMP     | Международный аэропорт имени сэра Сивусагура Рамгулама |            | [ 22 ] |
| Сейшелы            | Маэ          | SEZ      | FSIA     | международный аэропорт Сейшел                          |            | [ 23 ] |
| ЮАР                | Йоханнесбург | JNB      | FAOR     | международный аэропорт имени О. Р. Тамбо               |            | [ 24 ] |
| Таиланд            | Бангкок      | BKK      | VTBS     | международный аэропорт Суваннапум                      |            | [ 25 ] |

### Код-шеринговые соглашения
- Air Madagascar
- Air India

## Флот

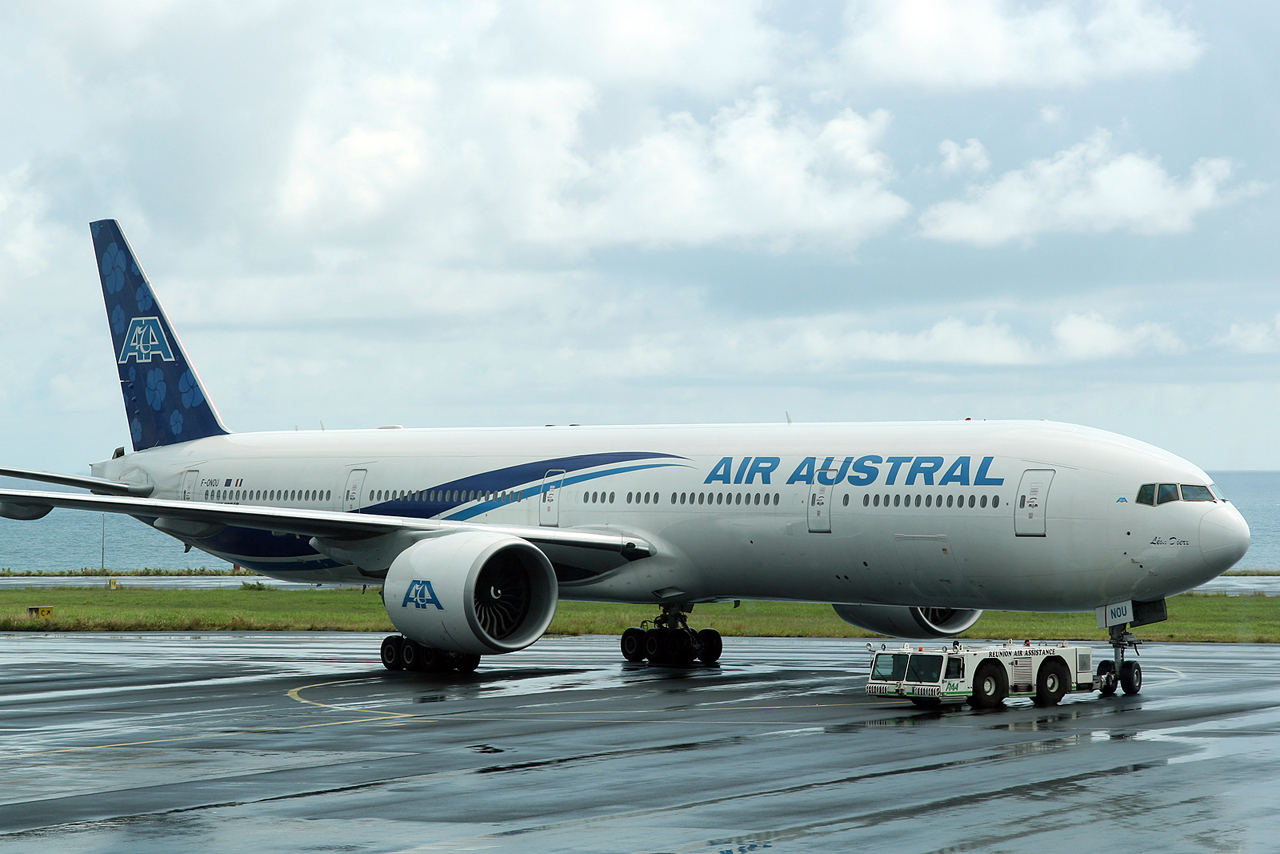
Boeing 777-300ER авиакомпании Air Austral

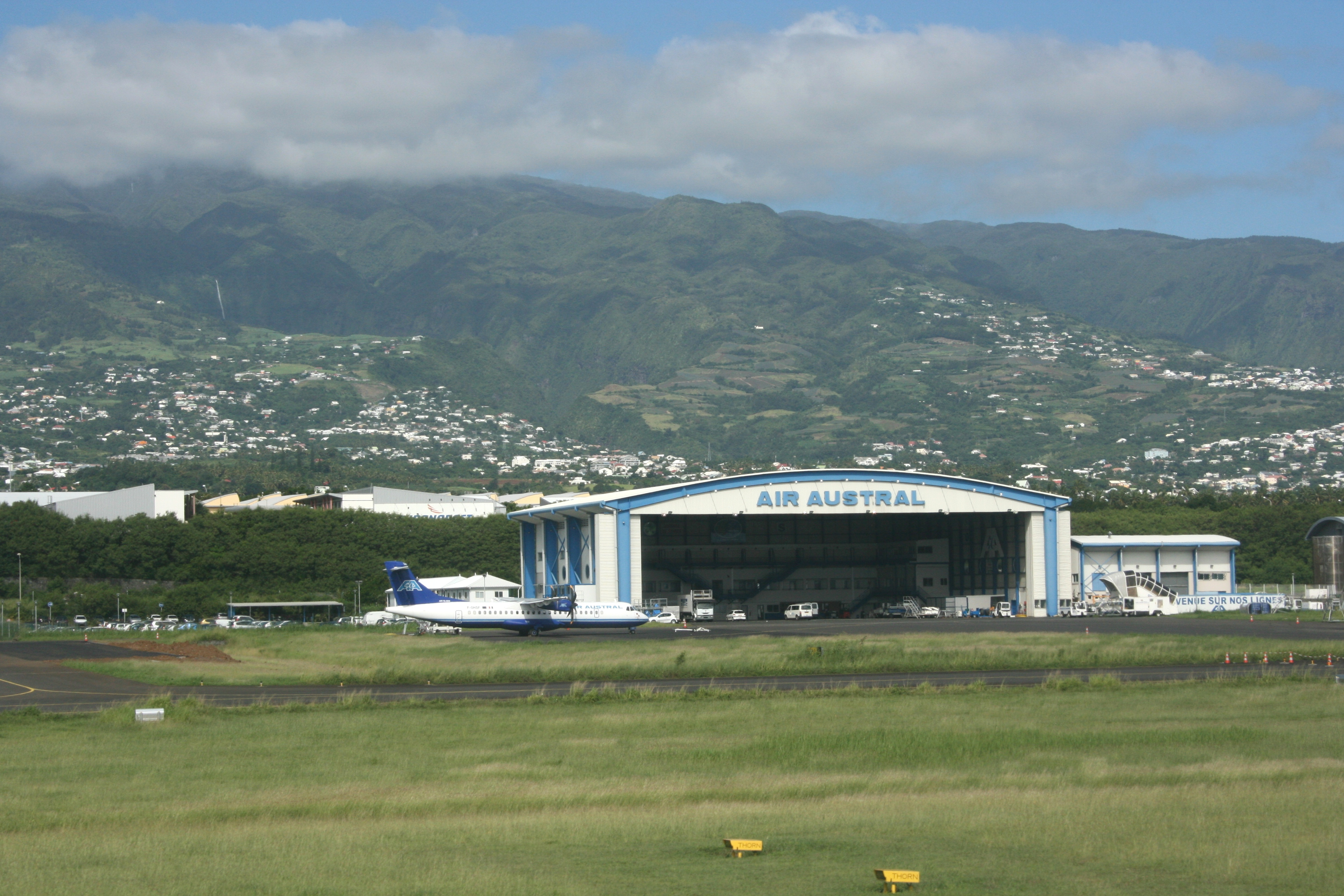
Собственный ангар авиакомпании Air Austral

На февраль 2022 года средний возраст воздушных судов авиакомпании Air Austral составлял 5,3 года.
Эксплуатировались ранее
- Boeing 737—300 — 1 ед.
- Boeing 737—500 — 2 ед.
- Boeing 777-200LR — 3[11][12][13]

## Бонусная программа
Air Austral использует собственную бонусную программу поощрения часто летающих пассажиров «Capricorne» (ссылка на Южный тропик — фр. Tropique du Capricorne, проходящий через южную часть Реюньона).